# Grande münsterländer
Il grande munsterlander è un cane da caccia polivalente, specializzato nel lavoro 
dopo lo sparo.
Non è molto diffuso al di fuori della Germania.

## Origini
Il Großer Münsterländer, come gli altri cani da ferma tedeschi a pelo lungo (piccolo münsterländer e Deutsch Langhaar), discende dai cani d'oysel utilizzati nel Medioevo per la caccia al falcone, dagli Stöberhund (cani che servivano a far alzare il selvatico), e dagli Spaniel tedeschi.

## Caratteristiche fisiche

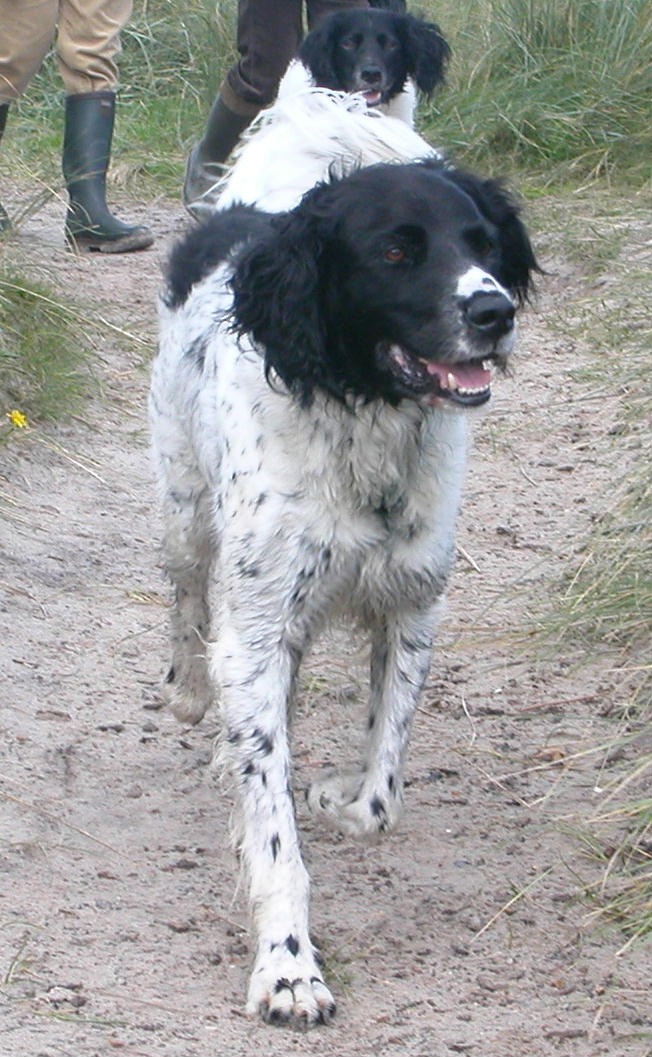
Esemplare di grande munsterlander in movimento.

È un cane elegante, potente e muscoloso.
La testa è allungata, con stop poco pronunciato, canna nasale diritta e tartufo nero.
Gli occhi sono piuttosto scuri, mentre le orecchie, inserite alte, sono larghe, arrotondate e ben aderenti al cranio.
Il mantello è formato da pelo lungo, folto e liscio. Il colore dev'essere bianco con macchie o picchiettature nere; la testa è nera (ammessa una macchia o lista bianca).
La coda, di lunghezza media, va portata orizzontalmente.

## Temperamento
Docile, vivace, duttile e abile nell'apprendimento, il Großer Münsterländer, oltre ad essere un buon cane da caccia, è inoltre un piacevole animale da compagnia.